# Susank
Susank es una ciudad situada en el condado de Barton, Kansas, Estados Unidos. Tiene una población estimada, a mediados de 2022, de 29 habitantes.

## Geografía
La localidad está ubicada en las coordenadas 38°38′26″N 98°46′28″O / 38.64056, -98.77444 (38.640677, -98.774491).

## Demografía
Según el censo de 2000, en ese momento los ingresos medios de los hogares de la localidad eran de $19,375 y los ingresos medios de las familias eran de $18,125. Los hombres tenían ingresos medios por $17,500 frente a los $4,375 que percibían las mujeres. Los ingresos per cápita para la localidad eran de $7,469. Alrededor del 16.4% de la población estaba por debajo de la línea de pobreza.
Según la estimación 2017-2021 de la Oficina del Censo, los ingresos medios de los hogares de la localidad son de $75,833 y los ingresos medios de las familias son de $77,083. Alrededor del 5.9% de la población está por debajo de la línea de pobreza.